# ريتا كليرمونت
ريتا كليرمونت (بالألمانية: Rita Clermont)‏ هي ممثلة ألمانية، ولدت في 4 مارس 1894 في ريغنسبورغ في ألمانيا، وتوفيت في ديسمبر 1969 في ميونخ في ألمانيا.

## وصلات خارجية
- ريتا كليرمونت على موقع IMDb (الإنجليزية)
- ريتا كليرمونت على موقع قاعدة بيانات الفيلم (الإنجليزية)
- ريتا كليرمونت على موقع كينوبويسك (الروسية)